# Brzeg Dolny (gmina)
Brzeg Dolny est une gmina mixte du powiat de Wołów, Basse-Silésie, dans le sud-ouest de la Pologne. Son siège est la ville de Brzeg Dolny, qui se situe environ 11 km au sud-est de Wołów, et 28 km au nord-ouest de la capitale régionale Wrocław.
La gmina couvre une superficie de 94,4 km2 pour une population de 16 215 habitants.